# Zakład wzbogacania uranu w Fordo
Zakład wzbogacania uranu w Fordo (pers. ‏تأسیسات هسته‌ای فردو‎), oficjalnie Ośrodek Nuklearny Szahida Alego Mohammadiego (pers. ‏تأسیسات هسته‌ای شهید علی‌محمدی‎) – obiekt służący wzbogacaniu uranu w ramach irańskiego programu nuklearnego.
Znajduje się w nim podziemny kompleks wyposażony w co najmniej 1040 jednocześnie pracujących wirówek.
W marcu 2023 r. Międzynarodowa Agencja Energii Atomowej potwierdziła, że w Fordo odkryto wzbogacony do 83,7% uran.
W pierwszych dniach wojny izraelsko-irańskiej nastąpiła tam eksplozja i według Organizacji Energii Atomowej Iranu, doszło do ograniczonych zniszczeń obiektu. Zniszczenie go było głównym celem ataku Izraela, lecz wymagało bomb zdolnych do przebicia 60 metrów skały. Zdaniem ekspertów tylko USA dysponują bronią zdolną przebić górskie umocnienia. Są nią bomby penetrujące GBU-57 o masie 13,6 tony oraz samoloty B-2 Spirit, które mogą je przenieść w rejon celu.

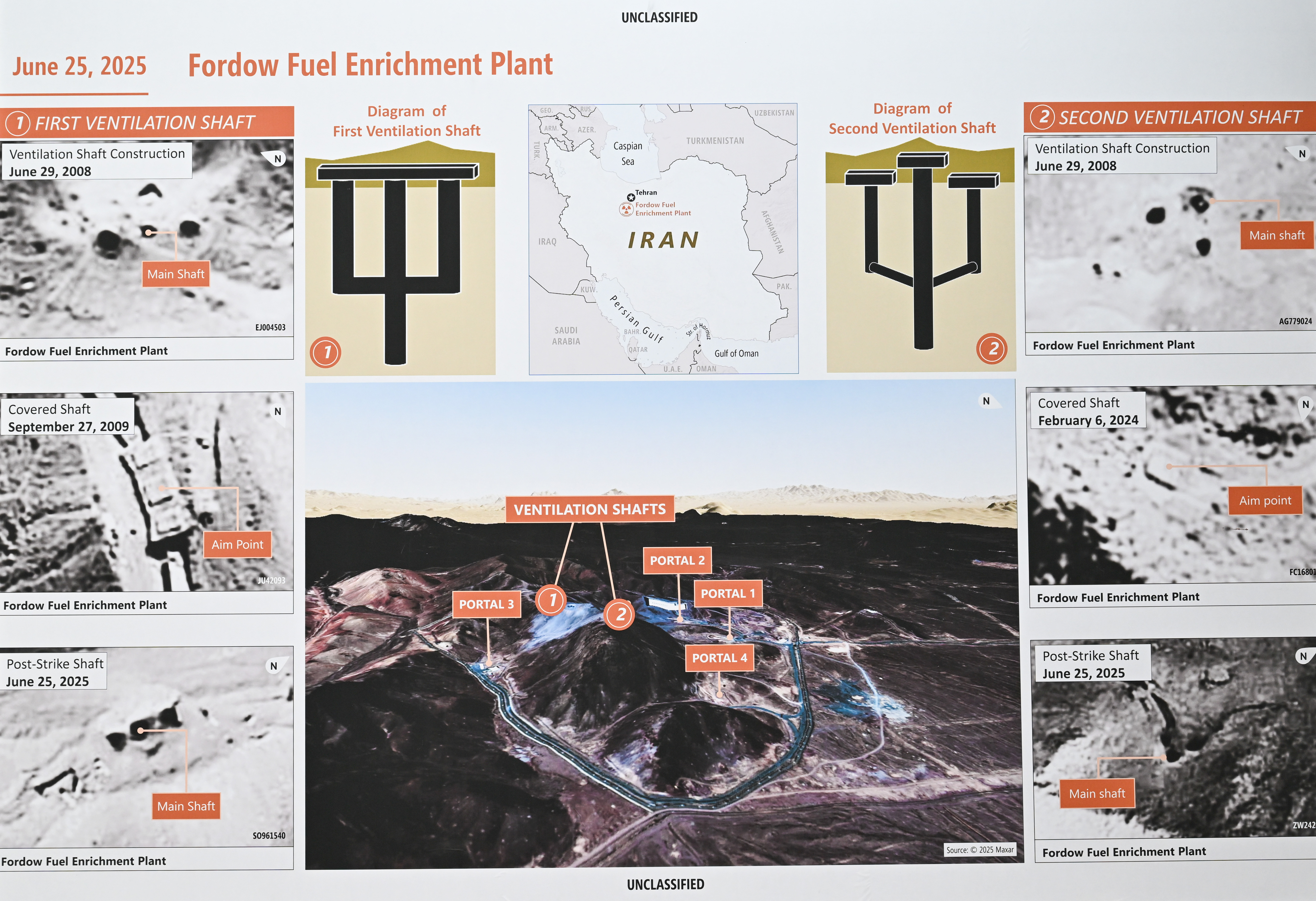
2025.

Próbę zniszczenia ośrodka podjęto 22 czerwca 2025. W ataku siedmiu bombowców B-2 Spirit Sił Powietrznych Stanów Zjednoczonych użyto kilku 13-tonowych bomb penetrujących a wstępne oceny skutków bombardowania wskazują na sukces ataku. Kluczowe irańskie obiekty wzbogacania uranu (także w Natanzu oraz Isfahanie) zostały całkowicie zniszczone.